# 三酸化二ヒ素
三酸化二ヒ素（さんさんかにヒそ）、または三酸化ヒ素は化学式 As2O3 で表されるヒ素の酸化物である。
人工的に生産されるが、天然においても方砒素華（Arsenolite　方砒素石、砒霜、砒華とも）、クロード石（Claudetite 方砒素華の同質異像）として少量産出する。方砒素華は、自然砒、鶏冠石、硫砒鉄鉱といったヒ素鉱物に付随して存在することが多い。天然の三酸化二ヒ素も猛毒であり、上述の鉱物を取り扱う際には特に注意する必要がある。

## 性質
無味無臭。常温常圧では粉末状の白色固体。毒性が強く、かつて害虫やネズミの駆除などに使われた。水溶液は虫歯や白血病治療薬にも用いられる。両性酸化物である（酸とも塩基とも反応する）が、水に溶かすと水和して亜ヒ酸 (As(OH)3) となり、弱酸性を示す。また、単に三酸化二ヒ素のことを亜ヒ酸と呼ぶこともある。
中毒症状として、最初に嘔吐、次に下痢、血圧低下、頭痛などがみられる。多量に摂取した場合、急性腎不全で死に至ることもある。毒性についての詳細は、ヒ素の項目も参照のこと。
もっとも簡易な解毒法は、嘔吐させて毒物が吸収されるのを防ぐことである。

## 用途
毒性を利用して殺鼠剤、殺虫剤、農薬などに利用されているが、安全性や環境面の問題から使用は減少傾向にある。
工業的に金属ヒ素やヒ素化合物を製造する際の原料（前駆体）となっている。

## 薬としての利用
亜ヒ酸は毒性が強い一方で、無機ヒ素化合物は「亜細亜丸」や「フォーレル水」などの処方で、古くから悪性腫瘍や皮膚病の漢方薬として使われてきた。また、有機ヒ素化合物であるサルバルサンは梅毒の治療に用いられた（現在は使用されていない）。これは亜ヒ酸のもつ細胞毒性を利用したものであると考えられる。ヨーロッパでもヒポクラテスが皮膚病に使用したという記録があり、近現代においても抗がん剤などのレジメンが進歩するまでは白血病の唯一の治療薬であった。ただし、これらは副作用として慢性ヒ素中毒やガンにかかる事が多く、次第に廃れていった。
最近では、レチノイン酸抵抗性の急性前骨髄球性白血病の治療薬として亜砒酸製剤が、2004年10月に厚生労働省に承認された。

## 毒物としての利用
「石見銀山」は当時の殺鼠剤、いわゆるねずみ捕りの販売名であり、時代劇でもお馴染みの毒薬として登場するが、その実体は亜ヒ酸である。「石見銀山ねずみ捕り」とも呼ばれる。江戸庶民に広く利用されていたため、毒殺の手段としても利用された。
16世紀頃からヨーロッパでも毒殺に利用された。無味無臭で水溶性が高く、検出する手段がなかったため、ワインやビールに混入して飲ませることで、当時としては完全犯罪に近い犯行を可能にした。
フランスなどでは、遺産相続に絡む係争でしばしば用いられたため「遺産相続毒」などとも呼ばれた。ナポレオンも亜ヒ酸によるヒ素中毒で死亡したと言われている。

## 土呂久鉱山
宮崎県高千穂町にあった土呂久鉱山では、亜ヒ酸製造によって鉱害が起き、多数の死者を出した。鉱山を経営していた会社は、裁判で責任を全く認めず、最終的に和解金を払うことで被害者と和解した。→土呂久砒素公害を参照。